# Escut de la República Popular de la Xina
|  | Aquest article tracta sobre l'escut de la Xina continental. Pel que fa a Taiwan, vegeu «Escut de la República de la Xina». |

L'escut de la República Popular de la Xina és un emblema de forma rodona, de color vermell i groc, com la bandera estatal; el vermell simbolitza la revolució i el groc, els raigs que irradien de la vasta terra vermella. Conté la representació de la porta de Tiananmen, que serveix d'entrada a la Ciutat Prohibida de Pequín, amb les cinc estrelles de cinc puntes de la bandera a la part de dalt, la superior més grossa que les altres quatre que l'envolten, en al·lusió a «la unitat del poble xinès sota el lideratge del Partit Comunista Xinès (PCX)». Envoltant el cercle hi ha espigues de blat que reflecteixen la filosofia maoista de la revolució agrícola, amb una roda dentada al capdavall que representa els treballadors industrials.
En síntesi, simbolitza «la Nova Revolució Democràtica del poble xinès derivada del moviment del 4 de maig de 1919 i el naixement de la Nova Xina sota la dictadura democràtica del poble liderada per la classe treballadora a través de l'aliança entre treballadors i pagesos».
El disseny de l'emblema, clarament inspirat en l'escut de la Unió Soviètica, fou obra de l'arquitecte Liang Sicheng, guanyador del concurs dut a terme als primers temps de la República Popular. Fou adoptat el 18 de juny de 1950, a la segona sessió del Primer Comitè Nacional de la CCPPX (Conferència Consultiva Política del Poble Xinès), i oficialitzat pel president Mao Zedong el 27 de setembre del mateix any.

## Altres escuts

Escut de la Regió Administrativa Especial de Hong Kong
Escut de la Regió Administrativa Especial de Macau
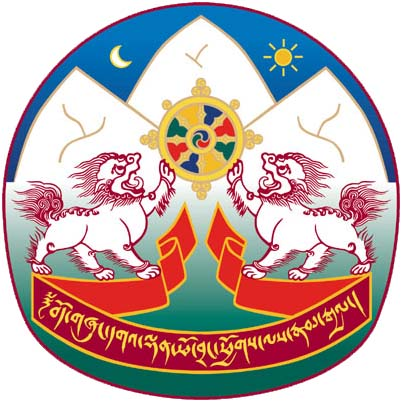
Escut històric del Tibet (no oficial)